# Les Nuits sexuelles
Pour plus de détails, voir Fiche technique et Distribution.
Les Nuits sexuelles (La notte dei dannati) est un film fantastique italien réalisé par Filippo Walter Ratti et sorti en 1971.
Lors de sa sortie en France, des scènes additionnelles pornographiques sans rapport avec le film original ont été incrustées dans le métrage.

## Synopsis
Jean et Danielle Duprey sont mari et femme. Une lettre arrive chez eux de la part d'un prince, un vieil ami de Jean. La lettre est une sorte d'énigme qui rappelle Les Fleurs du mal de Charles Baudelaire, dont le prince lui a offert une édition il y a des années. Ils décident de partir et se rendent au château, où ils trouvent Rita Lernod, la femme du prince. Elle leur dit que son mari est très malade, qu'il semble souffrir d'une maladie inconnue même des médecins. Dans le château se trouve un étrange tableau, représentant une mort sur le bûcher, qui perturbe Danielle dès le début de leur visite. Le prince affirme que la maladie touche tous les membres de sa famille depuis trois générations, après l'âge de trente-cinq ans.
La nuit, Danielle se met à faire des cauchemars où elle meurt sur le bûcher. Le prince confie à Jean une bague, et lui conseille de chercher des réponses dans la bibliothèque du château. La nuit, le prince meurt et le lendemain, une jeune fille est retrouvée morte, avec de grandes griffures sur la poitrine. La police l'identifie comme une cousine du prince, qui avait été vue la veille à Strasbourg, à des centaines de kilomètres de là.
La nuit suivante, Jean trouve un traité de magie noire dans la bibliothèque, dans lequel l'améthyste (comme celle de la bague que le prince lui avait offerte) est mentionnée, disant que c'est le remède le plus efficace contre les sorcières. Une autre femme est retrouvée morte dans les mêmes conditions et la police l'identifie comme la sœur de la première victime. Jean trouve un papier dans la bibliothèque, qui est une copie d'un registre public d'un procès en sorcellerie en 1650 intenté à un certain Tarin Drole. Jean se rend compte que c'est l'anagramme de Rita Lernod. Dans l'acte, il est écrit que le juge était un ancêtre du prince.
Jean fouille ensuite les environs du château. Rita emmène Danielle avec elle, lui donne à boire, mais elle voit une flamme dans le verre et s'enfuit à la recherche de Jean. Le fantôme du prince apparaît, Danielle s'évanouit et est portée sur une sorte d'autel pour être sacrifiée. Rita s'apprête à lui griffer la poitrine, lorsque Jean jette un rocher sur l'autel, ce qui a pour effet de faire vieillir rapidement Rita qui se transforme en sorcière et meurt. Jean et Danielle se retrouvent dehors et entendent l'explosion du château. De retour à la maison, une autre lettre arrive d'un autre prince, mais cette fois Danielle la brûle.

## Fiche technique
- Titre français : Les Nuits sexuelles ou Sex Bonbons ou Orgies sexuelles ou La Nuit érotique des damnés ou La Nuit des damnés[1]
- Titre original italien : La notte dei dannati[2]
- Réalisation : Filippo Walter Ratti
- Scénario : Aldo Marcovecchio
- Photographie : Girolamo La Rosa
- Montage : Rolando Salvatori
- Musique : Carlo Savina
- Décors : Elio Balletti
- Effets spéciaux : Rino Carboni (it)
- Production : Niccola Addario, Lucio Carnemola, Gianni Solitaro
- Société de production : Primax
- Pays de production :  Italie
- Langue originale : italien
- Format : Couleur par Eastmancolor • 1,85:1 • Son mono • 35 mm
- Durée : 90 minutes (1 h 30)
- Genre : Film fantastique érotique
- Dates de sortie :
  - Italie : 10 septembre 1971
  - France : 23 avril 1975

## Distribution
- Pierre Brice (VF : Daniel Gall) : Jean Duprey
- Angela De Leo (VF : Evelyn Séléna) : Rita Lernod
- Patrizia Viotti (VF : Francine Lainé) : Danielle Duprey

## Production
Vers la fin des années 1960, le réalisateur Filippo Ratti s'engage dans l'éphémère société de production Primax et réalise deux films écrits par Aldo Marcovecchio et tournés dans les mêmes décors : Erika et Les Nuits sexuelles. Les Nuits sexuelles a été produit sous le titre de travail Il castello dei Saint-Lambert. Le film a été tourné à Ceri, Cerveteri et aux studios Elios à Rome.
La musique du film, composée par Carlo Savina, est en grande partie le thème recyclé de Malenka la Vampire.